# Iniciativa Feminista (Suecia)
Iniciativa Feminista (en sueco: Feministiskt initiativ, abreviado como Fi o F!), es un partido político feminista de Suecia. Fue fundado en 2005.
Este partido se presentó a las dos elecciones siguientes, así como a las elecciones del Parlamento Europeo de 2009, pero no logró obtener bancas en ninguna de ellas. No obstante, en las elecciones del Parlamento Europeo de 2014, obtuvo el 5,3% de los votos, lo que le permitió acceder a un escaño, ocupado por Soraya Post. 
En las Elecciones generales de Suecia de 2014, F! obtuvo su mejor votación, un 3,1% de los votos. Sin embargo, este porcentaje no fue suficiente para acceder a una banca en el Riksdag, ya que el porcentaje mínimo es 4%. 
También en 2014 el partido obtuvo su mayor éxito político logrando representación en varios consejos municipales, entre ellos el de Estocolmo de cuyo gobierno de coalición de izquierda forma parte. 
En las elecciones parlamentarias de septiembre de 2018 obtuvieron un 0,46% de los votos, principalmente debido a la polarización del voto entre  el electorado más moderado de la centroizquierda y la centro derecha.
Desde marzo de 2017 el partido está coliderado por su fundadora Gudrun Schyman y la sueca de origen iraní Gita Nabavi.

## Primer comité ejecutivo
El primer Comité Ejecutivo estaba formado por Ann-Marie Tung, Anna Jutterdal, Cecilia Chrapkowska, Gudrun Schyman, Helena Brandt, Lotten Sunna, Maria Jansson, Monica Brun, Monica Amante, Sandra Andersson, Sandra Dahlén, Sofia Karlsson y Tiina Rosenberg.

## Resultados electorales
| Año  | Votos        | %    | Resultado |
| ---- | ------------ | ---- | --------- |
| 2006 | 37.954 (#9)  | 0,68 | 0/349     |
| 2010 | 24.139 (#10) | 0,40 | 0/349     |
| 2014 | 194.719 (#9) | 3,10 | 0/349     |
| 2018 | 29.665 (#9)  | 0,46 | 0/349     |
| 2022 | 3.157 (#16)  | 0,05 | 0/349     |